# Cirro (Síria)

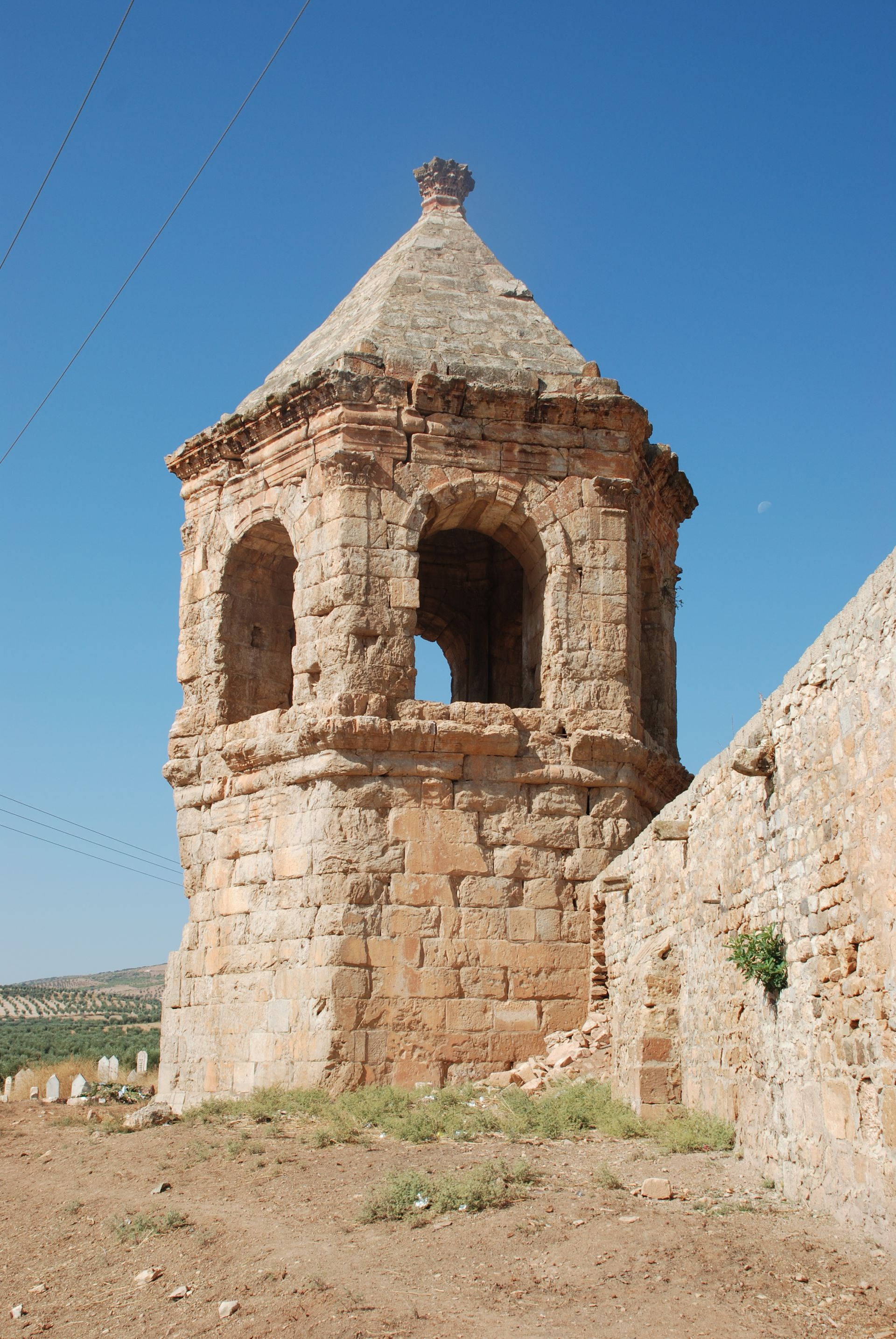
Ruínas em Nebi Huri

Cirro (em latim: Cyrrus;em grego:  Κύρρος), era uma cidade na Síria antiga fundada por Seleuco I Nicátor, um dos generais de Alexandre, o Grande. Outros nomes para esta cidade incluem Hagiópolis, Nebi Huri (نبي حوري) e Khoros (حوروس; romaniz.: Ḳūrus). Suas ruínas estão localizadas 70 quilômetros a noroeste de Alepo e 24 quilômetros a oeste de Kilis, na Turquia, do outro lado da fronteira com a Síria.
Cirro era a capital do grande distrito de Cirréstica, entre a planície de Antioquia e Comagena. Uma etimologia falsa do século VI liga o nome da cidade à Ciro, o Grande, rei da Pérsia, simplesmente pela similaridade dos nomes. As ruínas da cidade estão localizadas às margens do rio Afrin, um tributário do Orontes .

## História
Cirro na Síria foi fundada por Seleuco I Nicátor logo após 300 a.C. e foi batizada em homenagem à cidade macedônia de Cirro. Ela foi tomada pelo Império Armênio no final do século I a.C. e se tornou parte do Império Romano quando Pompeu tomou a Síria em 64 a.C. Por volta do século I d.C., ela já tinha se tornado um centro administrativo, militar e commercial do império, na rota entre Antioquia e a ponte sobre o Eufrates em Zeugma. O Império Sassânida a tomou diversas vezes durante o século III
No século VI, a cidade foi reformada e fortificada por Justiniano I. Porém, ela foi tomada novamente, desta vez pelos muçulmanos, em 637 e pelos cruzados no século XI Noradine a recapturou em 1150 A partir daí, há relatos de viajantes muçulmanos dos séculos XIII e XIV que a citam tanto como uma grande cidade, mas em grande parte já arruinada .

## História Eclesiástica

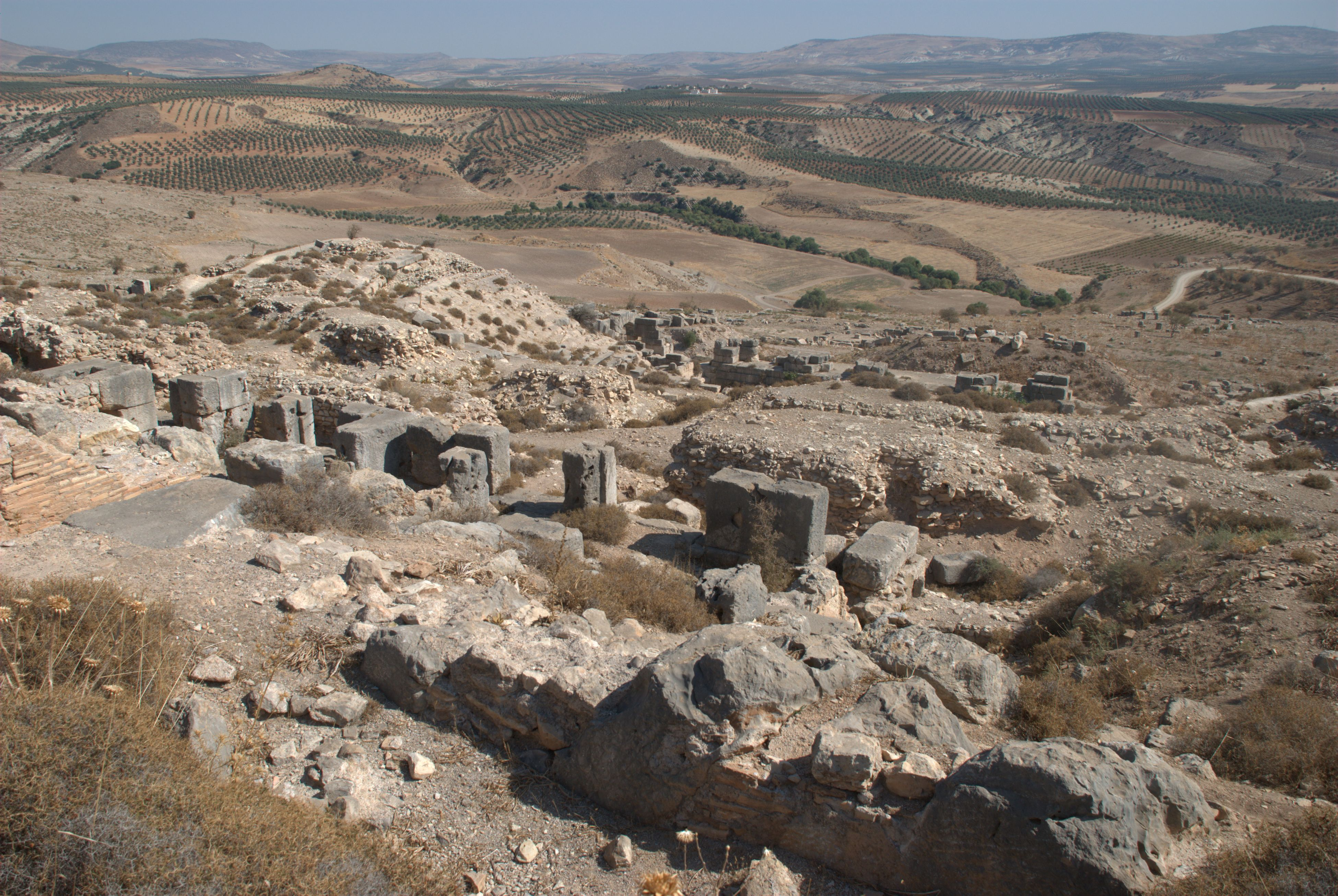
Ruínas em Nebi Huri

Cirro se tornou uma sufragânea de Hierápolis Bambice na província de Eufratense. Oito bispos são conhecidos antes de 536 O primeiro estava presente no primeiro concílio de Niceia em 325. O mais celebrado é sem dúvida Teodoreto (423 - 458), um escritor prolífico, bem conhecido por seu papel na controvérsia nestoriana e como adversário do eutiquianismo. Ele nos conta que a sua pequena diocese continha umas 800 igrejas.
Uma magnífica basílica guardava as relíquias de São Cosme e São Damião, que tinham sido martirizados nas redondezas por volta de 283, e cujos corpos tinha sido levados para cidade - que, por isso, era chamada também de Hagioupolis ("cidade dos santos"). Muitos personagens santos, porém, em sua maioria eremitas, viveram ou viviam na época na região. Teodoreto devotou uma obra inteira para contar sobre suas virtudes e milagres. Sob Justiniano, a cidade se tornou uma metrópole eclesiástica independente, subordinada diretamente ao Patriarca de Antioquia.
Ela permanece hoje em dia como uma sé titular da Igreja Católica, na província eclesiástica da Síria.